# Elaphoglossum angustius
Elaphoglossum angustius är en träjonväxtart som beskrevs av John T. Mickel. Elaphoglossum angustius ingår i släktet Elaphoglossum och familjen Dryopteridaceae. Inga underarter finns listade.